# Rio de Oro
Pour les articles homonymes, voir Río de Oro (homonymie).
1884–1975
Entités suivantes :
- territoire contesté depuis 1976 entre le Royaume du Maroc et la République arabe sahraouie démocratique

Le Rio de Oro (en arabe : وادي الذهب (wādī-að-ðahab), Oued Edhahab, en espagnol : Río de Oro, « Rivière d'or ») était une colonie (1884-1958) puis une province (1958-1976) espagnole, située sur le territoire du Sahara occidental. Elle est intégrée dans l'Afrique occidentale espagnole entre 1946 et 1958. En 1958, elle devient une province espagnole et est intégrée au Sahara espagnol. Son chef-lieu était Villa Cisneros, actuelle Dakhla. Son territoire est revendiqué et majoritairement contrôlé par le Maroc depuis 1979.
Contrairement à ce qu'indique son nom, qui parle d'or, les ressources de la province sont limitées : phosphates, dattes, et sa zone de pêche, beaucoup plus rentable. Territoire désertique, peu peuplé, le Rio de Oro coûte plus cher à l'Espagne en proportion de ce que rapportent ses maigres ressources.
À partir des années 1950, de nombreux hommes partent travailler dans le secteur du bâtiment dans les îles Canaries voisines, ou en Espagne, où se construisent des hôtels, et des stations balnéaires pour le tourisme.

## Histoire
La région de Rio de Oro est visitée dès 1441 par Nuno Tristão et Antão Gonçalves, missionnés par Henri le Navigateur. Ils y font des prisonniers noirs et dès l'année suivante, entreprennent des captures d'esclaves.
Pendant la colonisation, la province voit arriver de nombreux militaires espagnols qui rejoignent des camps militaires installés sur place. Contrairement aux militaires français, les Espagnols ne créent pas de Légion étrangère, la dictature de Franco dissuadant les volontaires étrangers. Les civils espagnols étaient peu nombreux, et étaient surtout des commerçants ou des administrateurs. Les contacts avec la population étaient réduits, et les enfants de la population locale n'auront accès à l'enseignement qu’à partir du début des années 1950. La population locale était surtout constituée de Bédouins, qui vivaient d'une économie de subsistance (agriculture, commerce caravanier…) Avec le développement de certains centres urbains depuis la fin des années 1940, comme Villa Cisneros, une partie de la population se sédentarise, et se dirige vers d'autres métiers (bâtiment, commerce, pêche, par exemple). Progressivement, une élite éduquée, qui savait parler espagnol, voit le jour. Franco acceptera de confier certains mandats administratifs à des locaux (ou indigènes) à partir de la fin des années 1940. Cependant, ces postes seront réduits, car l'armée, les fonctionnaires et l'administration resteront encadrées très massivement par des Espagnols.
Après la marche verte, l'Espagne cède le Sahara espagnol au Maroc et à la Mauritanie lors des accords de Madrid. Les militaires espagnols quittent le Rio de Oro en 1976, alors que commence la guerre du Sahara occidental entre les indépendantistes du front Polisario et la coalition Maroc-Mauritanie.
Entre 5 000 et 8 000 Espagnols retournent en Espagne, entre 1976 et 1981. Quelques centaines d'Espagnols vont rester dans l’ancienne colonie.

## Personnalités
- L'universitaire Fernando Bruquetas de Castro (1953-), historien espagnol, né au Río de Oro en 1953.